# Titularbistum Muzuca in Proconsulari
Muzuca in Proconsulari (ital.: Muzuca di Proconsolare) ist ein Titularbistum der römisch-katholischen Kirche.
Es geht zurück auf einen untergegangenen Bischofssitz in der gleichnamigen antiken Stadt, die in der römischen Provinz Africa proconsularis (heute nördliches Tunesien) lag. Der Bischofssitz war der Kirchenprovinz Karthago zugeordnet.
| Titularbischöfe von Muzuca in Proconsulari |                        |                                                                                                  |                   |                   |
| Nr.                                        | Name                   | Amt                                                                                              | von               | bis               |
| 1                                          | Serapio Bwemi Magambo  | Weihbischof in Fort Portal (Uganda)                                                              | 26. Juni 1969     | 16. November 1972 |
| 2                                          | Godefroy Émile M’Pwati | emeritierter Bischof in Pointe-Noire (Kongo)                                                     | 1. September 1988 | 10. August 1995   |
| 3                                          | Jean Sommeng Vorachak  | Apostolischer Vikar von Savannakhet (Laos)                                                       | 21. April 1997    | 14. Juli 2009     |
| 4                                          | Celmo Lazzari CSI      | Apostolischer Vikar von Napo (Ecuador) Apostolischer Vikar von San Miguel de Sucumbíos (Ecuador) | 11. Juni 2010     |                   |